# Neon Genesis Evangelion: Death & Rebirth
Neon Genesis Evangelion: Death and Rebirth (新世紀エヴァンゲリオン 劇場版 DEATH & REBIRTH 死ト新生?, Shin seiki Evangerion Gekijō-ban: DEATH & REBIRTH Shi to shinsei) è un film d'animazione del 1997 sceneggiato e diretto da Hideaki Anno.
Si tratta del primo dei due film che riprendono e concludono la storia della serie televisiva Neon Genesis Evangelion. È diviso in due parti, appunto Death e Rebirth, la prima delle quali è una sorta di riassunto delle prime ventiquattro puntate della serie originale, mentre la seconda funge da prologo del successivo film Neon Genesis Evangelion: The End of Evangelion.
Il film è edito in Italia in versione DVD da Panini Video e con un secondo doppiaggio da Dynit in Neon Genesis Evangelion: The Feature Film.

## Trama

### Evangelion:Death
Death è un lungo montaggio di spezzoni della serie originale atto a riassumerne i contenuti principali, psicologici e pratici. Vi sono alcune aggiunte e l'ordine della ricostruzione non è cronologico ma piuttosto incentrato sui singoli personaggi, così da sviluppare la storia di ogni protagonista in modo da delinearne le caratteristiche principali, e attraverso di loro riproporre i tratti salienti delle battaglie contro gli angeli, soprattutto quelle che hanno segnato una qualche svolta nel carattere di coloro che ne erano coinvolti. L'analisi psicologica è quindi svolta seguendo esclusivamente i fatti e tralasciando le esperienze introspettive che erano mostrate spesso negli episodi. Il film termina il racconto al ventiquattresimo episodio, ovvero la morte dell'ultimo angelo, Kaworu Nagisa, con una sigla di coda e un intervallo della durata di cinque minuti prima dell'inizio di Rebirth.

### Evangelion:Rebirth
Il film non è altro che l'inizio del film Neon Genesis Evangelion: The End of Evangelion e sviluppa gli avvenimenti immediatamente successivi alla morte dell'ultimo angelo. La base della Nerv è ancora in stato di allerta di primo grado, ovvero sotto minaccia di attacco, ma i funzionari non ne capiscono il motivo. La misteriosa organizzazione chiamata Seele organizza un attacco in forze della base. L'obiettivo della setta è avviare il "Progetto per il perfezionamento dell'uomo". Per farlo essa ha bisogno di Lilith, secondo angelo sito Terminal Dogma al di sotto della base Nerv, e degli Evangelion. Il "Progetto" è ancora oscuro, non essendo ancora chiaro a cosa debba mirare. Misato Katsuragi decide di mettere in salvo i piloti degli Evangelion lanciandoli in superficie a bordo dei rispettivi Eva, il più possibile lontano dallo scontro. Asuka Sōryū Langley viene lanciata a bordo dell'Eva-02 all'interno del lago, a settanta metri di profondità. Rei Ayanami, pilota dell'Eva-00 risulta introvabile; al momento del lancio dell'Eva-01 Shinji Ikari non si trova a bordo, viene poi localizzato in un settore ormai quasi totalmente isolato della base. Misato decide di andare a occuparsi di persona di Shinji e lo salva appena in tempo da morte certa.
Nel frattempo all'interno della base avviene una carneficina. La Nerv infatti non è attrezzata per una guerra contro gli esseri umani, ma solo per le battaglie contro gli angeli. Inoltre i nemici sono professionisti che conoscono la struttura, e quindi anche i punti deboli, della base della Nerv. L'Eva-02 si riattiva; Asuka, disperata, chiedeva di non morire e lo spirito di sua madre, contenuto all'interno dell'Eva stesso, le permette di attivare l'Evangelion. La ragazza comincia a combattere e sopraffare le forze militari della Seele. In risposta la serie degli Eva dallo 05 al 13, completata in segreto dalla Seele stessa, viene lanciata all'attacco della base Nerv. L'episodio si chiude con i nove Eva bianchi che sorvolano la Nerv come avvoltoi, con al centro l'Eva-02.

## Produzione

La scena finale di Rebirth, con l'Eva 02 al centro e la Serie Eva in volo.

La conclusione della prima messa in onda della serie animata Neon Genesis Evangelion lasciò molti spettatori parecchio confusi ed insoddisfatti. I due episodi conclusivi, incentrati del tutto sull'introspezione psicologica dei personaggi per mezzo di lunghi e surrealistici monologhi interiori dei protagonisti, furono motivo di accese discussioni, che contribuirono però ad alimentare la grande popolarità dell'opera. Benché le tematiche più importanti della serie furono portate a compimento, il finale abbandonò l'intreccio narrativo principale, dando adito a molte polemiche. Gli appassionati richiesero a gran voce una nuova conclusione che desse una risposta ai numerosi interrogativi rimasti irrisolti o un finale completamente inedito. Questi fattori portarono alla realizzazione di una conclusione cinematografica che potesse soddisfare i dubbi e le aspettative degli ammiratori. Il 26 aprile 1996, circa un mese dopo la prima messa in onda dell'episodio conclusivo della serie, sulla rivista Monthly Shōnen Ace fu annunciata la produzione di un remake delle ultime due puntate e di un film con materiale completamente inedito.
Il 15 marzo 1997 uscì dunque Death & Rebirth, composto da due segmenti chiamati Shi (シ? "morte"), montaggio di vari spezzoni animati tratti dai primi ventiquattro episodi della serie, e Shinsei (新生? "rinascita"), breve anticipazione di The End of Evangelion. Negli intenti iniziali, Shinsei, o Rebirth, avrebbe dovuto essere la conclusione definitiva di Neon Genesis Evangelion. Il materiale prodotto però raggiunse una mole tale da spingere alla realizzazione di due lungometraggi, il secondo dei quali avrebbe offerto «lo stesso finale [della serie], ma visto da un'altra prospettiva».

## Distribuzione

### Edizione italiana
Per diverso tempo inediti in Italia, i due film conclusivi vennero pubblicati in Italia nell'estate del 2005 da Panini Video, presentando un cast di doppiatori in gran parte uguale a quello che aveva precedentemente lavorato alla serie televisiva doppiata da Dynamic Italia, e diretto e dialogato da Fabrizio Mazzotta (che aveva diretto alcuni episodi della serie) presso lo Studio PV. Tra i pochi cambi effettuati, il più importante (l'unico riguardante un protagonista) è stato quello della doppiatrice di Misato Katsuragi. Ulteriori cambi si sono avuti con i doppiatori di Shigeru Aoba e Kaworu Nagisa.
Sono comunque da segnalare alcune differenze di adattamento rispetto a quanto fatto con la serie televisiva:
- il nome della dottoressa Ritsuko Akagi, correttamente pronunciato "acaghi" nella serie TV, è ora pronunciato "acagi" in favore di una scorretta italianizzazione del termine;
- il nome delle bombe N², pronunciato bombe "enne quadro" nella serie TV, è ora pronunciato "enne due";
- le urla di Shinji e Asuka che si possono udire nel corso dei film non sono state ridoppiate dai doppiatori italiani poiché si è preferito mantenere intatte quelle dei doppiatori giapponesi.

Il film è stato pubblicato nel 2019 su Netflix con un cast di voci diverso e con dialoghi italiani curati da Gualtiero Cannarsi e direzione del doppiaggio sempre di Fabrizio Mazzotta, presso VSI Rome. Tuttavia le numerose critiche negative mosse dal pubblico per alcune scelte di traduzione e per la sintassi delle frasi, hanno fatto sì che la traccia audio italiana venisse rimossa e nel 2020 venisse pubblicato un nuovo ridoppiaggio con differente staff tecnico ma medesimo cast vocale, diretto questa volta da Roberto Stocchi su dialoghi di Laura Cosenza.